# فرديناند كوهن-بلند
فرديناند كوهن-بلند (بالإنجليزية: Ferdinand Cohen-Blind)‏ من مواليد 25 مارس 1844، كان طالبًا ألمانيًّا يهوديًّا حاول اغتيال أوتو فون بسمارك رئيس وزراء بروسيا، انتحر فرديناند في 8 مايو 1866 وذلك بعد وقت قصير من اعتقاله.

## طفولته وشبابه
ولد كوهن بلند في مانهايم في دوقية بادن الكبرى، كان والده هو يعقوب ابراهيم كوهين وزوجته التانية تدعى فريديريكة إتلنغر. كان كوهن الشقيق الأصغر لـ ماثيلد بلايند التي كانت شاعرة مشهورة آنذاك.
بعد ولادته، بدأت فريديريكة علاقة مع الصحفي الثائر كارل بلايند والذي كان طالبا في جامعة هايدلبرغ وتم طرده بسبب تعبيره عن آراء ديمقراطية راديكالية، دعمته ماليا في أنشطته السياسية وأعتقلت معه في صيف 1847 وتزوجا في 1848 بعد وفاة زوجها يعقوب كوهن وتغير اسمه من فرديناند إلى كوهن بلند.
بعد ثورة بادن، ذهب بلند وعائلته في المنفى حيث تنقلوا إلى باريس ثم بروكسيل وصولا إلى لندن في عام 1852، شكلت الطفولة في المنفى شخصية فرديناند وتمام مثل والديه كان يرفض نظام الملكية في الولايات الألمانية وقد اقتدى بزوج أمه كمدافع عن الديمقراطية.
عاد فرديناند كوهن-بلند إلى ألمانيا وهو في الثامنة عشر من عمره ودرس في جامعة توبنجن ومن تم في الأكاديمية الزراعية في هوهنهايم عام 1864.

## محاولة اغتيال

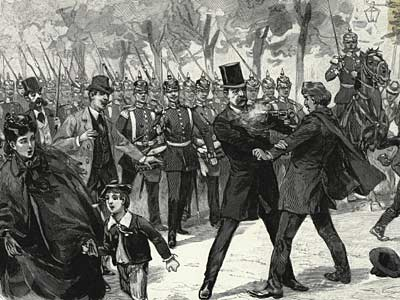
كوهن-بلند يطلق النار على بسمارك

بعد تخرجه في مارس 1866، قام كوهن برحلة في بافاريا وبوهيميا وبناء على احتمالية نشوب حرب بين روسيا والنمسا قرر أن بنفذ مخططه ويحاول اغتيال بسمارك الذي اعتبره مصدر تهديد الحرب الأهلية. غادر كارسلباد ووصل برلين حيث توجه إلى فندق رويال أونتر دن ليندن في الخامس من مايو,
بعد ظهيرة اليوم السابع من مايو انتظر كوهن بلند بسمارك وهو يحمل مسدسا في شارع أونتر دن ليندن في وسط برلين، لقد كان بسمارك قد انتهى للتو من تقديم تقرير للملك وكان في طريق العودة للمنزل، عندما اقترب بسمارك من السفارة الروسية استهدفه كوهن وأطلق طلقتين من الخلف لكن بسمارك تحرك بسرعة وأمسك المهاجم الذي استطاع أن يطلق ثلاث طلقات إضافية قبل أن يتدخل جنود من الكتيبة الأولى للحرس ويقبضوا عليه.
عاد بسمارك إفلى منزله بعد ذلك وفي تلك الليلة سمح للطبيب الملكي غوستاف فون لاور بفحصه والذي لاحظ أن الرصاصات الأولى أصابت جسده بسطحها فقط بينما ارتدت الرصاصتين الأخيرتين عن الضلوع ولم تتسبب في أي إصابات خطيرة.

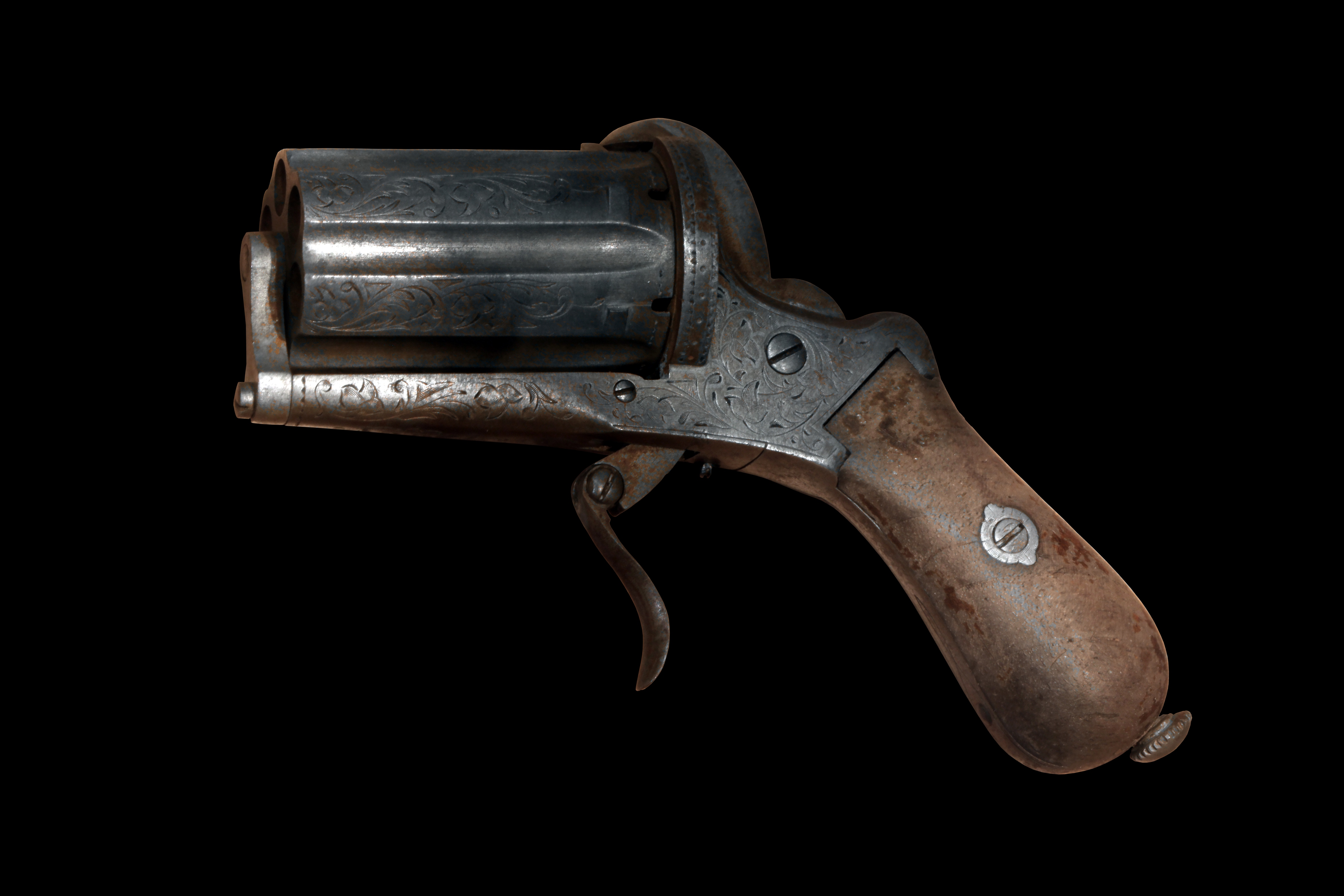
مسدس كوهن بلند

تم نقل كوهن إلى مقر الشرطة للتحقيق ولكن في لحظة غافلة قطع حنجرته بسكين مما أدى إلى قطع شريان السبات. توفي بعد الرابعة صباحا في الثامن من مايو ودفن جثمانه بسرعة وبدون أي مراسم في مقبرة سانت نيكولاس,
يعرض متحف بسمارك في فريديشسروه مسدس كوهن بلند وهو مسدس بست طلقات من نوع ليفوش-بوكس.